# Yoichi Doi
Yoichi Doi (Kumamoto, Prefectura de Kumamoto, Japó, 25 de juliol de 1973) és un exfutbolista japonès. Va disputar 4 partits amb la selecció japonesa.